# A Hazudj, ha tudsz! epizódjainak listája
Ez a szócikk a Hazudj, ha tudsz! című sorozat epizódjait listázza.
Dr. Cal Lightman (Tim Roth) zavarba ejtően jól olvas az emberek arcából, gesztusaiból és reakcióiból. Egy zseni, aki olyan apró rezdüléseket is észrevesz, amit a gépek sem jeleznek. Dr. Cal Lightman előtt nem érdemes hazudni. Ezt a képességét hol is kamatoztathatná jobban, mint a rendőrségen, bűnügyek felderítésében. Calnak csak két hibája van: három kollégája semmit sem tud előtte titokban tartani, és nehéz a modorát elviselni…

## Évados áttekintés
| Évad | Évad | Részek száma | Részek száma | Eredeti sugárzás     | Eredeti sugárzás     | Eredeti adó | Magyar sugárzás     | Magyar sugárzás    | Magyar adó |
| Évad | Évad | Részek száma | Részek száma | Évadbemutató         | Évadzáró             | Eredeti adó | Évadbemutató        | Évadzáró           | Magyar adó |
| ---- | ---- | ------------ | ------------ | -------------------- | -------------------- | ----------- | ------------------- | ------------------ | ---------- |
|      | 1.   | 13           | 13           | 2009. január 21.     | 2009. május 13.      | Fox         | 2009. július 15.    | 2009. október 16.  | RTL Klub   |
|      | 2.   | 22           | 22           | 2009. szeptember 28. | 2010. szeptember 13. | Fox         | 2013. augusztus 27. | 2013. december 17. | RTL Klub   |
|      | 3.   | 13           | 13           | 2010. október 4.     | 2011. január 31.     | Fox         | 2014. október 8.    | 2014. december 16. | RTL Klub   |

## Epizódok

### Első évad (2009)
| Sor. | Év. | Cím                                                      | Rendező             | Író                    | Premier                                | Nézettség         | Gyártási szám |
| --- | --- | -------------------------------------------------------- | ------------------- | ---------------------- | -------------------------------------- | ----------------- | ------------- |
| 1. | 1.  | Beavatás (Pilot)                                         | Robert Schwentke    | Samuel Baum            | 2009. január 21. 2009. július 15.      | 12,37 millió n.a. | 101           |
| Cal Lightman és csapata arra specializálódott, hogy az emberi arc rezdüléseit, mikro-kifejezéseit tanulmányozva megállapítsák, hogy valaki hazudik-e. A rendőrség és az FBI munkatársaiként bűnügyek megoldását segítik. Miután megölnek egy gimnáziumi tanárnőt, Cal kihallgatja a gyanúsítottat, egy 16 éves fiút. Az ügy meglehetősen kényes - a fiú kiskorú és szigorú vallásos családban nőtt fel. Eközben Cal társa, Gillian egy politikus ügyén dolgozik, akit azzal vádolnak, hogy megvásárolta egy prostituált szolgáltatásait |     |                                                          |                     |                        |                                        |                   |               |
| 2. | 2.  | Kéz kezet mos (Moral Waiver)                             | Adam Davidson       | Josh Singer            | 2009. január 28. 2009. július 22.      | 12,20 millió n.a. | 102           |
| Gillian egy fiatal kosárlabdázó ügyén dolgozik, aki állítólag kenőpénzt fogadott el a washingtoni egyetemtől, hogy a csapatában játsszon. A fiú meccseinek felvételeit végignézve különös felfedezésre jut. Közben Cal és új munkatársa, Ria a katonaságnál egy nemi erőszakkal vádolt, korábban kitüntetett őrmestert hallgatnak ki, akitől rettegnek a szakasz női tagjai. Cal azonban tudja, hogy a vád hamis, de mindenképp utána akar járni, hogy mi áll az ügy hátterében. |     |                                                          |                     |                        |                                        |                   |               |
| 3. | 3.  | A gyanú árnyéka (A Perfect Score)                        | Eric Laneuville     | Steven Maeda           | 2009. február 4. 2009. július 29.      | 12,99 millió n.a. | 103           |
| A 17 éves diáklányt, Danielle Starkot halálra verik egy parkban. A nyomok szerint a lány ismerhette a gyilkosát. Bonyolítja a helyzetet, hogy a lány anyja, Stark bírónő a Legfelsőbb Bíróság posztjának várományosa, de nincs alibije a gyilkosság éjszakájára. Cal és Ria nyomozni kezd a lány iskolájában, miközben Gillian és Eli egy űrrepülő-balesetet szenvedett pilótát hallgatnak ki, akinél felmerült, hogy hazudik a baleset körülményeiről. |     |                                                          |                     |                        |                                        |                   |               |
| 4. | 4.  | Szerelem mindhalálig (Love Always)                       | Tim Hunter          | Tom Szentgyorgyi       | 2009. február 18. 2009. augusztus 5.   | 11,09 millió n.a. | 104           |
| Amikor a koreai nagykövet fiára rálőnek az esküvője napján, mindenki arra gyanakszik, hogy tulajdonképpen az apa volt a célpont, aki nemsokára indul az elnökválasztáson. Lightman és csapata az esküvőn készült videófelvételek segítségével próbálja azonosítani a támadót. Ria kérdőre vonja Calt: ha tudja, hogy Gillian férje megcsalja a nőt, miért nem szól neki? |     |                                                          |                     |                        |                                        |                   |               |
| 5. | 5.  | Lánglovagok (Unchained)                                  | Lesli Linka Glatter | Josh Singer            | 2009. március 4. 2009. augusztus 14.   | 10,20 millió n.a. | 105           |
| A rendőrgyilkos Manny Trillónak jó esélye van arra, hogy a kormányzó jóváhagyásával szabadon engedjék. Lightmant és csoportját felkérik, hogy derítsék ki, valóban megváltozott-e az egykori gengszter, aki segíthet a bandák közti rendteremtésben. Váratlan fordulatot hoz a megölt rendőr özvegyének megjelenése, aki kiáll Trillo szabadon bocsátása mellett. Közben Gillian egy fiatal tűzoltó halála ügyében nyomoz, mely során kiderül, hogy a tűzoltóságon az újoncok beavatási szertartása váratlan következménnyel járt... |     |                                                          |                     |                        |                                        |                   |               |
| 6. | 6.  | A hazugság ára (Do No Harm)                              | John Behring        | Jami O'Brien           | 2009. március 11. 2009. augusztus 28.  | 11,25 millió n.a. | 106           |
| Eltűnik Samantha Burch, a 11 éves adoptált kislány. Az adoptáló szülők, Lorraine és Brian felfogadják Calt, derítse ki, hogy a sok bejelentő közül, akik a kitűzött jutalom miatt jelentkeznek, ki mond igazat. Eli és Ria az ugandai békeaktivista, Farida Mugisha viselkedését tanulmányozza, aki nemrég jelentetett meg könyvet a kamaszkorában átélt szörnyűségekről, amikor végig kellett néznie faluja lemészárlását és elpusztítását. A munkára a kiadó kérte fel őket, mert kaptak egy fülest, hogy Farida is a gyilkosok között volt... |     |                                                          |                     |                        |                                        |                   |               |
| 7. | 7.  | A legjobb védekezés a támadás (The Best Policy)          | Arvin Brown         | T.J. Brady             | 2009. március 18. 2009. szeptember 4.  | 10,26 millió n.a. | 107           |
| A testvérpárt, Nicolet és Marcus Bradent a jemeni rendőrség elfogja gyorshajtásért. A helyzet súlyossá válik, amikor marihuánát is találnak a kocsijukban, az iszlám törvények szerint ugyanis a drogszállításért halálbüntetés jár. A Braden szülők felfogadják a Lightman-csapatot, hogy segítsenek a tárgyalásoknál. Lightman egykori évfolyamtársa, Jeffrey segítséget kér tőle: a Ribocore gyógyszercég laborjából ellopták a Priox nevű gyógyszer képletét, mely aztán másolatként felbukkant a piacon. Azonban a gyógyszernek súlyos mellékhatása van, és ha továbbra is forgalomban marad, több százan meghalhatnak...                                                                                           |     |                                                          |                     |                        |                                        |                   |               |
| 8. | 8.  | Szívtelen gyilkosság (Depraved Heart)                    | Adam Davidson       | Dustin Thomason        | 2009. április 1. 2009. szeptember 11.  | 9,18 millió n.a.  | 108           |
| Jaya, a szép, fiatal indiai lány öngyilkos lesz. Nemsokára kiderül, hogy a lány nővére szintén öngyilkosságot követett el pár nappal korábban, pont ugyanazon a helyen. Cal véletlenül belekeveredik a nyomozásba, ám egy régi rögeszméje miatt meg akarja tudni, miért lett öngyilkos a két lány. Közben Eli és Gillian a Wall Street befolyásos, ám halálos beteg üzletembere, Joseph Hollin ügyében nyomoz: a férfi rengeteg pénzt sikkasztott el, és állítólag igazat mond a nyomozóknak... |     |                                                          |                     |                        |                                        |                   |               |
| 9. | 9.  | Az élet értéke(Megvásárolt szerelem) (Life Is Priceless) | Clark Johnson       | Dustin Thomason        | 2009. április 8. 2009. szeptember 18.  | 8,56 millió n.a.  | 109           |
| Az élet értéke: Egy építkezésen három munkás a föld alatt reked: rájuk omlik egy betontömeg. Lightman a helyszínre siet, hogy kiderítse, ki hazudik és mit titkolnak a tragédiával kapcsolatban. A nyomozás során magánéleti drámákra és munkahelyi összefonódásokra derül fény. Közben Ria és Eli a dúsgazdag Mr. Kashani ügyén dolgozik, aki arra gyanakszik, hogy szegénysorból felemelkedett menyasszonya a pénzére pályázik. Megvásárolt szerelem: Egy építkezésen három munkás a föld alatt reked: rájuk omlik egy betontömeg. Lightman a helyszínre siet, hogy kiderítse, ki hazudik és mit titkolnak a tragédiával kapcsolatban. A nyomozás során magánéleti drámákra és munkahelyi összefonódásokra derül fény. |     |                                                          |                     |                        |                                        |                   |               |
| 10. | 10. | A jobbik én (Better Half)                                | Karen Gaviola       | Ilana Bar-Din Giannini | 2009. április 22. 2009. szeptember 25. | 7,97 millió n.a.  | 110           |
| Leég az Ambrose család háza. Bár a szülők és két gyermekük sikeresen kimenekülnek, a nagymama bennég. Hamarosan gyújtogatás gyanúja merül fel. Az apa, Frank a feltörekvő riportert, Jack Garciát vádolja, és ezt alátámasztja ötéves kisfia, AJ tanúvallomása is. Az ügyben Cal volt felesége, Zoe kéri a Lightman-csoport segítségét. Gillian arra gyanakszik, hogy Zoe újra meg akarja hódítani Calt, és szeretné megóvni a férfit. |     |                                                          |                     |                        |                                        |                   |               |
| 11. | 11. | Rendszerhiba (Undercover)                                | Seith Mann          | Tom Szentgyorgyi       | 2009. április 29. 2009. október 2.     | 7,75 millió n.a.  | 111           |
| Két kitüntetett nyomozó, Duke és Kuransky egy drogdíler lefülelése közben lelő egy fiút, Andre Rickst, akinél úgy látták, hogy fegyver volt. Ricks apja szerint a fiának nincs fegyvere, és az ügy kivizsgálását követeli. Calnek tudomására jut, hogy a washingtoni rendőrség sorai közt terroristák rejtőzhetnek. Eli nagy bajban van, mert kiderülhet a hazugsága: egy ügyvéd érkezik a céghez, hogy mindenkit kihallgasson a Hollins-ügyben. |     |                                                          |                     |                        |                                        |                   |               |
| 12. | 12. | Hasonmás (Blinded)                                       | Milan Cheylov       | Elizabeth Craft        | 2009. május 6. 2009. október 8.        | 8,68 millió n.a.  | 112           |
| Andrew Jenkins, a sorozatos nemi erőszaktevő több mint egy évtizede van börtönben. Jenkins annak idején megvakította, megerőszakolta, majd szabadon engedte áldozatait. Valaki azonban elkezdi másolni Jenkins rémtetteit és újabb áldozatok kerülnek elő. Reynolds különleges ügynök segítségével Cal nyomozni kezd az ügyben, de első próbálkozása nem úgy sül el ahogyan várták, ráadásul Gilliant is megtámadják. Cal és Ria kapcsolata fontos ponthoz érkezik. |     |                                                          |                     |                        |                                        |                   |               |
| 13. | 13. | Bűnös vagy áldozat? (Sacrifice)                          | Adam Davidson       | Josh Singer            | 2009. május 13. 2009. október 16.      | 8,46 millió n.a.  | 113           |
| Egy washingtoni zsúfolt autóbuszon bomba robban. Az öngyilkos merénylet feltételezett elkövetője a 18 éves arab fiú, Jamal. Azonban a fiú életkörülményeiben semmi nem utal arra, hogy ilyesmire készült volna. Ria és Gillian elmennek kihallgatni azokat a férfiakat, akikkel Jamal együtt járt a mecsetbe. Közben Zoe Cal-re bízza Emilyt, aki rájött, hogy apja és anyja újra kapcsolatba került egymással. Az FBI kihallgatja Jamal fociedzőjét, amikor újabb robbanás történik, amelyben eltűnik Dupree, Ria szerelme... |     |                                                          |                     |                        |                                        |                   |               |

### Második évad (2009-2010)
| Sor. | Év. | Cím                                        | Rendező             | Író               | Premier                                  | Nézettség        | Gyártási szám |
| --- | --- | ------------------------------------------ | ------------------- | ----------------- | ---------------------------------------- | ---------------- | ------------- |
| 14. | 1.  | A felszín alatt (The Core of It)           | Dan Sackheim        | Elizabeth Craft   | 2009. szeptember 28. 2013. augusztus 27. | 7,73 millió n.a. | 201           |
| A joghallgató Tricia Howell azt állítja, hogy szemtanúja volt egy gyilkosságnak, de a rendőrség nem hisz neki. Hamarosan kiderül, hogy Triciában több más személyiség is lakozik, ezért nem könnyű kideríteni, hogy pontosan mi is történt. Ahogy a nyomozás során Triciának egyre több énje bukkan elő, úgy derülnek ki múltjának különböző részletei is. Cal komoly magánjellegű problémával szembesül: Zoe saját céget szeretne alapítani, és azt tervezi, hogy Chicagóba költözik, ahová magával vinné Emilyt is. |     |                                            |                     |                   |                                          |                  |               |
| 15. | 2.  | Családi ügy (Truth or Consequences)        | Michael Offer       | Nick Santora      | 2009. október 5. 2013. augusztus 27.     | 8,06 millió n.a. | 202           |
| A sikeres, afroamerikai sportolót és egyetemistát, Cabe McNeilt azzal vádolják, hogy megrontott egy kiskorú fehér lányt. Zoe elvállalja az ügyet, mert hisz a fiú ártatlanságában. A Lightman csoport kideríti, hogy a lány hazudott az életkoráról, és hamis személyivel jutott be arra az egyetemi bulira, ahol az eset történt. Mivel a lány Emily iskolatársa volt, Cal rájön, hogy az ügyben Emily is érintett. Gillian és Loker egy vallási szekta vezetőjét látogatják meg, akiről az adóhivatal adócsalást feltételez. Be kell bizonyítaniuk, hogy a szekta minden tagja őszintén hisz vezetőjük tanításaiban. |     |                                            |                     |                   |                                          |                  |               |
| 16. | 3.  | Kontroll alatt (Control Factor)            | James Hayman        | Sharon Lee Watson | 2009. október 12. 2013. szeptember 3.    | 7,87 millió n.a. | 203           |
| Cal nyaralni megy Emilyvel Mexikóba, ezért az iroda vezetését kénytelen Gillanre bízni. Amikor kiderül, hogy Mexikóban eltűnt egy amerikai nő, és a helyi rendőrség megpróbálja eltussolni az ügyet, Cal akcióba lép. Kéretlen segítőtársként Emily is csatlakozik hozzá, majd Ria is a helyszínre érkezik. Közben több washingtoni kórházban is meghalnak a Központi Vérbankból érkezett, fertőzött vér miatt a betegek. Az ügybe Cal legnagyobb riválisa, egykori tanítványa, Jack Rader is beszáll, aki udvarolni kezd Gilliannek… |     |                                            |                     |                   |                                          |                  |               |
| 17. | 4.  | Drágám... (Honey)                          | Timothy Busfield    | Matt Olmstead     | 2009. október 19. 2013. szeptember 3.    | 7,79 millió n.a. | 204           |
| A Lightman csoport arra kényszerül, hogy kisebb fontosságú, ámde nagy pénzzel járó munkákat is elvállaljon, hogy a cég egyenesbe jöjjön Zoe részének kivásárlása miatt. Így Cal elmegy egy szingli partira és miközben megpróbálja kideríteni, hogy a milliomos-feleség megcsalta-e a férjét, megismerkedik egy vonzó, fiatal nővel. A rendőrség közben egy Eric Matheson nevű férfit köröz, aki minden jel szerint két napja megölte a feleségét és azóta szökésben van. Matheson azonban túszul ejti Calt és az iroda alkalmazottait, és azt követeli, hogy minél előbb bizonyítsák be: nem ő ölte meg a feleségét. |     |                                            |                     |                   |                                          |                  |               |
| 18. | 5.  | Súlyos testi sértés (Grievous Bodily Harm) | Eric Laneuville     | Alexander Cary    | 2009. október 26. 2013. szeptember 10.   | 6,33 millió n.a. | 205           |
| Calt nagy meglepetés éri, amikor egykori barátja több mint húsz év után felbukkan. Ám amikor kiderül, hogy Terry tetemes összeggel tartozik egy gengszternek, és arra szeretné rávenni Calt, hogy pókerezés közben csalja ki a gengsztertől a pénzt, Lightman már nem örül annyira a viszontlátásnak. Cal nem utasíthatja vissza, fiatalkorukban ugyanis Terry három évet ült helyette a börtönben. Ria, Eli és Gillian nyomoznak egy magániskolában felbukkant, rejtélyes videókazetta készítője után, ami brutális képsorokat és fenyegető üzeneteket tartalmaz. |     |                                            |                     |                   |                                          |                  |               |
| 19. | 6.  | Hazugságok útvesztője (Lack of Candor)     | Terrence O'Hara     | T.J. Brady        | 2009. november 9. 2013. szeptember 17.   | 7,41 millió n.a. | 206           |
| Elliott Greene, a Wall Street-i gengszter börtönben vár a tárgyalására. Ügye koronatanúját, a védőőrizetben levő Mark McLaughlint azonban valaki elárulja, így egy orvlövész golyójának esik áldozatul. Kiderül, hogy a Greene-ügyben Reynolds is benne van: két évet áldozott az életéből, hogy beépüljön a bűnszervezetbe. Azonban Reynolds múltjának egyéb sötét foltjai is napvilágra kerülnek. Nem vállalhatja el a tanúskodást, ugyanis nem tudja bizonyítani, hogy parancsra követett el kisebb-nagyobb bűncselekményeket. |     |                                            |                     |                   |                                          |                  |               |
| 20. | 7.  | Fekete péntek (Black Friday)               | Dan Sackheim        | Ethan Drogin      | 2009. november 16. 2013. szeptember 24.  | 7,23 millió n.a. | 207           |
| Egy nagyáruház parkolójában a Karácsony előtti akciós vásár megnyitására vár a tömeg. Mielőtt az ajtók kinyílnának, az emberek elindulnak, így több halálos áldozata és súlyos sérültje is van az esetnek. Az áruházat üzemeltető cég egyezséget ajánl: ha bebizonyítják, hogy valaki szándékosan indította el a tömeget, a kártérítés tíz százaléka Lightmanéké. |     |                                            |                     |                   |                                          |                  |               |
| 21. | 8.  | Titkos télapó (Secret Santa)               | Michael Zinberg     | Alexander Cary    | 2009. november 23. 2013. október 2.      | 7,16 millió n.a. | 208           |
| Amikor az elnök egyik embere személyesen kéri fel Calt, hogy utazzon Afganisztánba kideríteni két tengerész hollétét, akiket a tálibok raboltak el, Lightman nem tud ellenállni a feladatnak. A mit sem sejtő Emily közben gőzerővel szervezi a cég karácsonyi buliját. Cal megpróbálja kideríteni, hogy a tálibokhoz átállt amerikai katona, Franco igazat mond-e, mikor azt állítja, tudja, hol tartják fogva az elrabolt tengerészeket. Ahogy telik az idő, a Honvédelem is bekapcsolódik a tengerészek utáni nyomozás megfigyelésébe. |     |                                            |                     |                   |                                          |                  |               |
| 22. | 9.  | Pókerarcok (Fold Equity)                   | Elodie Keene        | Sarah Fain        | 2009. november 30. 2013. október 8.      | 7,49 millió n.a. | 209           |
| A Las Vegasban tartandó Póker-vébére bejut egy amatőr. Az egyszerű illinoisi parasztfiú, Jake Hartman azonban két nappal a döntő előtt eltűnik. Az első számú gyanúsítottak a döntő résztvevői: az orosz playboy Vas, a pókerlegenda Mason, a gyönyörű, ámde veszélyes Poppy és a latin-amerikai Amadeo. Cal feladata, hogy kiderítse, melyiküknek lehet köze Jake eltűnéséhez. Azonban amikor holtan találják az egykori póker-felkészítő edzőt, Abe Tostevint, az ügy új fordulatot vesz. |     |                                            |                     |                   |                                          |                  |               |
| 23. | 10. | Sakk-matt (Tractor Man)                    | Vahan Moosekian     | Tim Clemente      | 2009. december 14. 2013. október 15.     | 6,64 millió n.a. | 210           |
| Harold Clark, az elkeseredett gazda traktorjával elállja a pénzügyminisztérium kijáratát, mert az elnökkel akar beszélni. Közben egy ismeretlen telefonáló közli a rendőrséggel, hogy Clark járművében bomba van, amivel az egész várost a levegőbe röpítheti. A Lightman csoport feladata kideríteni, mikor mond igazat Clark és mikor nem. Cal hamarosan rájön, hogy Clark csupán bábu az egész ügyben, sakkban tartják, és valaki más mozgatja a szálakat. |     |                                            |                     |                   |                                          |                  |               |
| 24. | 11. | Az ördög maga (Beat the Devil)             | Vahan Moosekian     | David Ehrman      | 2010. június 7. 2013. október 22.        | 6,06 millió n.a. | 211           |
| Cal egy régi évfolyamtársa és szerelme egyetemi óráján tart kiselőadást. Feltűnik neki az egyik fiatal diák, Martin Walker. Lightman szerint a fiú pszichopata, sőt talán gyilkos is, és mivel az egyetemen nemrég eltűnt egy diáklány, Cal követeli a dékántól, hogy azonnal készítsenek róla pszichiátriai kiértékelést. A helyzetet bonyolítja, hogy Helennek viszonya van a fiúval és Cal nem tudja meggyőzni az asszonyt Walker bűnösségéről. Eli és Ria Mr. Hickson gimnáziumi tanár ügyén dolgozik, aki állítólag ufót látott, és ez a kijelentése az állását veszélyezteti. Ria egy kávézóban megismerkedik Martinnal, aki randevúra hívja másnap estére. |     |                                            |                     |                   |                                          |                  |               |
| 25. | 12. | Múltbeli kapcsolat (Sweet Sixteen)         | Dan Sackheim        | Alexander Cary    | 2010. június 14. 2013. október 29.       | 6,48 millió n.a. | 212           |
| Lightman egykori főnökét, Henry Andrewst egy bombarobbantásban megölik. A férfi éppen Cal irodájába tartott, hogy tisztázzon egy hét évvel korábbi ügyet. Az egykori ügy során James Doyle, az IRA terrorista szervezet tagjának a feleségét és a lányát véletlenül megölték. Azóta Doyle bosszút forral, és minden jel arra mutat, hogy a robbantás is az ő műve. |     |                                            |                     |                   |                                          |                  |               |
| 26. | 13. | A teljes igazság (The Whole Truth)         | James Whitmore, Jr. | Ethan Drogin      | 2010. június 21. 2013. november 5.       | 6,08 millió n.a. | 213           |
| A gyönyörű és fiatal Clara özvegyen marad, miután idős férje, a gazdag üzletember Victor 1,2 milliárd dollárt hagy rá. Mivel a férfi halálát ciáninjekció okozta, megindulnak a találgatások, sőt bírósági ügy lesz belőle, ahol Clarát Zoe, Cal volt felesége védi. Calt az ügyész, Crosby kéri fel szakértő tanúnak a tárgyalás idejére, valamint azt is a csoportra bízza, hogy készítsék fel a tanúkat a vallomástételre. Cal és Zoe összecsapása a tárgyalóteremben rendkívüli helyzeteket idéz elő. Az özvegyet elhunyt férje előző házasságából származó fia, Damian azzal vádolja meg, hogy el akarta csábítani őt, és az is kiderül, hogy a nő nagy pénzösszegeket emelt le a férje számlájáról. Ria magánéletéről meglepő tény derül ki, ami nem hagyja nyugodni Elit. |     |                                            |                     |                   |                                          |                  |               |
| 27. | 14. | Háborús játékok (React to Contact)         | Michael Zinberg     | Daniel Voll       | 2010. június 28. 2013. november 12.      | 6,20 millió n.a. | 214           |
| A befolyásos Powler ezredes felkéri Lightmant, hogy vizsgálja meg az Irakból nemrég hazatért fiatal őrmestert, Jeff Turleyt. A zavarodott férfi a saját házában rátámadt a kisfiára, és az a rögeszméje, hogy meg akarják ölni. Lightman szerint a háború okozta sokk is közrejátszhat Turley állapotának kialakulásában, de gyanítja, hogy valami más is rejtőzhet a háttérben. Gillian szimulációs játékának segítségével Lightman visszajuttatja Jeffet Irakba, aki így újra átélheti a történteket. |     |                                            |                     |                   |                                          |                  |               |
| 28. | 15. | Tágra zárt szemek (Teacher and Pupils)     | Roxann Dawson       | Kevin Townsley    | 2010. július 12. 2013. november 19.      | 5,71 millió n.a. | 215           |
| A fiatal, családos rendőrt lövés éri, amely megbénítja mind a négy végtagját és súlyos idegi károsodásokat okoz. A városi rendőrség felkérésére dolgozó Lightman feladata, hogy valamit megpróbáljon megtudni a férfitól, akinek csak órái lehetnek hátra. A házból ugyan láttak kirohanni két fiatal srácot, Lightman azonban gyanítja, hogy valami más állhat a háttérben. A nyomozás szálai teljesen más körökbe vezetnek. |     |                                            |                     |                   |                                          |                  |               |
| 29. | 16. | Zűrös tesó (Delinquent)                    | Michael Zinberg     | Elizabeth Craft   | 2010. július 19. 2013. november 26.      | 5,66 millió n.a. | 216           |
| Ria Cal segítségét kéri: vadóc húga, Ava, aki egy javítóintézetben éppen a büntetését tölti bolti lopásért, veszélybe került, kétségbeesett üzenetet hagyott a rögzítőjén. Mikor Lightman kimegy a helyszínre, kiderül, hogy Ava legjobb barátnőjét, az állapotos Marlyt, aki előző éjszaka szökni próbált, meggyilkolták. A gyanúsítottak között előkelő helyen szerepel az intézet pszichológusa, valamint Marly volt barátja, Tyrel és egyik elítélt társa is. |     |                                            |                     |                   |                                          |                  |               |
| 30. | 17. | A népszerűség átka (Bullet Bump)           | James Hayman        | T.J. Brady        | 2010. július 26. 2013. december 3.       | 5,60 millió n.a. | 217           |
| A népszerű kormányzó, Brooks egyik kampánybeszéde után lelőnek egy fiatal nőt, Michelle Daly-t, aki önkéntesként dolgozott a választásokon. Mivel Clara Musso a kormányzó személyes jó barátja, Lightman elvállalja az ügyet, azonban szerinte nem a helyszínen elkapott, elmebetegnek tűnő, pisztolyos férfi volt a tettes. Hamarosan kiderül, hogy a lánynak viszonya volt a kormányzó munkaügyi főnökével, sőt az elnökkel is közelebbi kapcsolatba került. |     |                                            |                     |                   |                                          |                  |               |
| 31. | 18. | Rejtett szálak (Headlock)                  | Michael Offer       | Sharon Lee Watson | 2010. augusztus 2. 2013. december 3.     | 5,64 millió n.a. | 218           |
| A Lightman csoport legújabb ügye a fiatal Raul Campos meggyilkolása, aki illegális meccsek verekedőjeként dolgozott. A halála előtti estét Lightman társaságában töltötte, akivel együtt ünnepelték a győzelmét, és részegen szóváltásba keveredett vele, azonban ennek szemtanúja is volt. Az ügyet Dillon különleges ügynök kapja, akivel Lightmannek korábban volt egy kellemetlen összetűzése. |     |                                            |                     |                   |                                          |                  |               |
| 32. | 19. | Ártatlanul elítélve (Pied Piper)           | Paul McCrane        | Sharon Lee Watson | 2010. augusztus 16. 2013. december 10.   | 4,96 millió n.a. | 219           |
| Jason Wilkie elrabolt és megölt egy nyolcéves kisfiút, Rex Sheridant. A férfi tárgyalásán Cal segítségével Zoe elérte, hogy Jasont elítéljék. Ám az utolsó pillanatban Cal észreveszi, hogy a férfi nem hazudik, de a kivégzését már nem tudja megakadályozni. Saját szakállára nyomozásba kezd, hogy megtalálja a gyilkost. |     |                                            |                     |                   |                                          |                  |               |
| 33. | 20. | Leleplezés (Exposed)                       | Terrence O'Hara     | David Graziano    | 2010. augusztus 23. 2013. december 10.   | 5,10 millió n.a. | 220           |
| Amikor Gillian barátját, Dave Burnst elrabolják, a nő rájön, hogy Cal egy jó ideje megfigyelte Burnst. Burnst pár nappal azelőtt egy idegen nő, Russo társaságában látták, aki figyelmeztette, hogy hagyja el a várost. Cal felkeresi Russót és megtudja tőle, hogy Kis Hold, a gengszter Burnsön akarja megbosszulni apja, a gengszterfőnök halálát. |     |                                            |                     |                   |                                          |                  |               |
| 34. | 21. | Árnyékból a fényre (Darkness and Light)    | Lesli Linka Glatter | Matt Olmstead     | 2010. augusztus 30. 2013. december 17.   | 5,21 millió n.a. | 221           |
| Emily edzője, Mr. Dawkins tizennyolc éves lánya, Molly fél éve eltűnt. Cal az edző és a kisebbik lány, Amy kérésére Molly nyomába ered, akiről kiderül, hogy egy ideig a pornóiparban dolgozott, aztán eltűnt. Gillian és Cal megtalálja a lányt egy drogtanyán, és elviszik Cal házába, de Molly valamiért szóba sem akar állni az apjával. A Lightman-csoport felfedi, hogy a pornófilmek forgatásán Molly HIV-vel fertőződött meg. |     |                                            |                     |                   |                                          |                  |               |
| 35. | 22. | Feketén-fehéren (Black and White)          | Daniel Sackheim     | Alexander Cary    | 2010. szeptember 13. 2013. december 17.  | 4,94 millió n.a. | 222           |
| Cal egykori barátját, Julie Kinell újságírót holtan találják egy hotelszobában, és a helyszínről eltűnt egy fontos boríték is. A nő egy informátorral találkozott, és korábban Cal segítségét kérte, hogy megállapítsa: a férfi hazudik vagy sem. Julie két éve dolgozott egy anyagon, mely az egykori rendőr és leendő polgármester, városi tanácstag, Dale Anslinger-ről szólt, így az ügybe az FBI és Dillon is bekapcsolódik. |     |                                            |                     |                   |                                          |                  |               |

### Harmadik évad (2010-2011)
| Sor. | Év. | Cím                                     | Rendező           | Író                    | Premier                               | Nézettség        | Gyártási szám |
| --- | --- | --------------------------------------- | ----------------- | ---------------------- | ------------------------------------- | ---------------- | ------------- |
| 36. | 1.  | Bankrablás meglepetésekkel (In the Red) | Daniel Sackheim   | Alexander Cary         | 2010. október 4. 2014. október 8.     | 5,87 millió n.a. | 301           |
| Cal bajban van: két éve leszerződött egy könyv megírására egy kiadóval, de még bele sem kezdett, a határidő pedig lassan lejár. Írás helyett Cal álcázva belekeveredik egy bankrablásba, amelyben az egyik rabló a bank egykori, becsapott ügyfele, Mike Salinger, a másik viszont egy nemrég szabadult, veszélyes bűnöző, Henry Miller. Ria és Eli rájönnek, hogy Salinger és felesége kölcsönt vettek fel, majd a bank minden ok nélkül megemelte a kamatot.                                                         |     |                                         |                   |                        |                                       |                  |               |
| 37. | 2.  | Királyi többes (The Royal We)           | Michael Zinberg   | David Ehrman           | 2010. október 11. 2014. október 15.   | 5,44 millió n.a. | 302           |
| Cal és Gillian egy tinimagazin által meghirdetett szépségversenyen dolgoznak, ahol Calnek feltűnik az egymásra rendkívül hasonlító anya és lánya, Laura és Megan. Megan azzal vádolja a verseny egyik munkatársát, Fletchert, hogy szexuálisan zaklatta. Cal csellel próbálja kideríteni, mi történt valójában. |     |                                         |                   |                        |                                       |                  |               |
| 38. | 3.  | Piszkosul hűséges (Dirty Loyal)         | Michelle MacLaren | Kevin Fox              | 2010. október 18. 2014. október 22.   | 5,62 millió n.a. | 303           |
| Cal megtudja, hogy Wallowskit a belső ügyosztály figyeli amiatt, hogy vele találkozgat. Mikor megölnek két fiút a 96-osok nevű utcai bandából, kiderül, hogy Wallowski társa, Farr nyomozó valószínűleg korrupciós ügybe keveredett, és köze van a bandához is. Amikor Wallowskit letartóztatják az egyik fiú megölésének gyanújával, Cal kezébe veszi a nyomozást. |     |                                         |                   |                        |                                       |                  |               |
| 39. | 4.  | Duplacsavar (Double Blind)              | David Platt       | Dailyn Rodriguez       | 2010. október 25. 2014. október 29.   | 4,26 millió n.a. | 304           |
| Két rendőrnek álcázott tolvaj betör a Parker Múzeumba, ahol a biztonsági őr lelövi őket. Egyikük a helyszínen meghal, a másik kórházba kerül. A múzeum kurátora, Carlton Riát hibáztatja, s a lányt teszi felelőssé azért, hogy információ szivárgott ki a közelgő kiállítás anyagáról, melynek legfontosabb darabja egy Ozirisz-szobor. Cal a kórházban megpróbálja kihallgatni a sebesült tolvajt, de ő a halála előtt csak annyit tud mondani, hogy az árut előre eladták.                                          |     |                                         |                   |                        |                                       |                  |               |
| 40. | 5.  | Dalol a madár (The Canary's Song)       | Seith Mann        | Samantha Howard Corbin | 2010. november 8. 2014. november 5.   | 5,23 millió n.a. | 305           |
| Egy bányában szerencsétlenség történik, hat ember meghal. Lightmant felkéri a bánya vezetője, Mr. Wallace, hogy derítse ki, mi történt. Amikor Cal leszáll a bányába, néhány bányász megpróbálja elhallgattatni. Gillian Dillon FBI-ügynöktől megtudja, hogy Cal bajban van, körözött bűnözőkkel pókerezett, és erről felvétel is készült. |     |                                         |                   |                        |                                       |                  |               |
| 41. | 6.  | Vakhit (Beyond Belief)                  | Emile Levisetti   | Timothy J. Lea         | 2010. november 15. 2014. november 12. | 5,94 millió n.a. | 306           |
| Lightmanéket egy fiatal nő, Daniele Ashland keresi fel. Kiderül, hogy az anyja eltávolodott tőle, ám amikor öngyilkossági kísérletet hajtott végre, utolsó telefonhívásával mégis a lányát, Daniele-t kereste. Az asszony életét megmentették az orvosok, de a kórházból rejtélyes módon eltűnt. Lightman kideríti, hogy egy SRP nevű szervezetnél kell a nyomozást kezdeniük. |     |                                         |                   |                        |                                       |                  |               |
| 42. | 7.  | Akkor és most (Veronica)                | Michael Nankin    | Ethan Drogin           | 2010. november 22. 2014. november 18. | 5,63 millió n.a. | 307           |
| Emily figyelmetlenségből majdnem elüt egy hatvan körüli nőt, Veronicát. Veronica egy szanatóriumból szökött meg, Alzheimer-kóros és egy név áll a tenyerén: Charlie. A nő attól fél, hogy Charlie, aki megölte a testvérét, most őt akarja meggyilkolni. |     |                                         |                   |                        |                                       |                  |               |
| 43. | 8.  | A gyanú árnyéka (Smoked)                | Kate Woods        | David Slack            | 2010. november 29. 2014. november 19. | 6,38 millió n.a. | 308           |
| Jim Weaver, az étteremtulajdonos lányát két jelmezes rabló lelövi az étterem kirablása közben, amikor Jim legjobb barátja, Teddy is jelen van. A biztonsági kamera felvételét végignézve Cal arra a véleményre jut, hogy előre kitervelt gyilkosság történt. Hamarosan kiderül, hogy nem Jim két fia, az egymással eléggé rossz viszonyban levő Marcus és Rudy voltak a tettesek. |     |                                         |                   |                        |                                       |                  |               |
| 44. | 9.  | Bolondok hajója (Funhouse)              | Daniel Sackheim   | Jameal Turner          | 2011. január 10. 2014. november 25.   | 5,48 millió n.a. | 309           |
| Emily egyik barátnője, Amanda megkéri Calt, hogy nézzen utána, megfelelően kezelik-e apját, Wayne Dobart az elmegyógyintézetben. Cal szándékosan felveteti magát az a kórházba, és hamarosan hallucinációja támad. Először anyjával, majd apjával folytat a múltjába vágó, kényes beszélgetéseket. Gillian nem érti, mi történik, Eli azonban kideríti, hogy a sütemény, amit Wayne-nek otthonról küldenek, különféle hallucinogén anyagokat tartalmaz.                                                                |     |                                         |                   |                        |                                       |                  |               |
| 45. | 10. | Virágról virágra (Rebound)              | John Polson       | David Ehrman           | 2011. január 10. 2014. november 26.   | 5,43 millió n.a. | 310           |
| Lily Marber felkeresi Lightmant, mert férje holmijai között rengeteg készpénzt és egy gyanús füzetet talál, tele nevekkel. Cal érzi, hogy a férj, George Walker becsapja a családot. Kiderül, hogy George-nak már több felesége is volt, és mindegyiknek meglehetősen rövid ideig volt a férje. Cal egy csellel Dobson közelébe férkőzik, azonban arra nem számít, hogy George garázsa egy éjszaka felrobban. |     |                                         |                   |                        |                                       |                  |               |
| 46. | 11. | Végzetes őrangyal (Saved)               | Michael Offer     | Samantha Corbin-Miller | 2011. január 17. 2014. december 2.    | 5,93 millió n.a. | 311           |
| Mark Jackson elköt egy kocsit két barátjával és balesetet okoz, amelyben meghal a híres, fiatal baseball-sztár, barátnője pedig komolyan megsérül. A barátnő annak köszönheti az életét, hogy Ilene, a bátor mentősnő kihúzta az összeroncsolt kocsiból, mielőtt az kigyulladt. Cal, miután beszél Ilene-nel, szintén balesetet szenved, és őt is Ilene gyors segítsége juttatja hamar kórházba. Eli kideríti, hogy Ilene körül több különös baleset is történt az utóbbi években anyjuk halálának évfordulója idején. |     |                                         |                   |                        |                                       |                  |               |
| 47. | 12. | Aludj, baba, aludjál! (Gone)            | Adam Arkin        | Timothy J. Lea         | 2011. január 24. 2014. december 9.    | 7,64 millió n.a. | 312           |
| Colette, a tanítónő egy percre kint hagyja kisbabáját a kocsiban; és mire visszaér, a gyerek eltűnik. A nő azt hazudja a férjének és a nyomozóknak, hogy egy fiatal pár kényszerítette rá, hogy adja át a gyermekét. Lightmannek szemet szúr, hogy a férj öntudatlanul is hazugsággal vádolja a feleségét. |     |                                         |                   |                        |                                       |                  |               |
| 48. | 13. | Végállomás (Killer App)                 | Vahan Moosekian   | David Slack            | 2011. január 31. 2014. december 16.   | 7,06 millió n.a. | 313           |
| A fiatal Zach Morstein két barátjával, a feketebőrű Kyle-lal és a csinos Claire-rel közösen alapított egy céget. Ám közvetlenül azelőtt, hogy befolynak az első milliók, egy jogi csavarral kirúgja Kyle-t. Claire, a harmadik üzlettárs Lightman segítségét kéri, hamarosan azonban holtan találják a lányt. Ria kideríti, hogy Kyle és Claire viszonyt tartott fenn, de titkolták Zach elől. |     |                                         |                   |                        |                                       |                  |               |